# میرعبدالحسین نقیب‌زاده
میرعبدالحسین نقیب‌زاده جلالی (متولد ۲۳ اردیبهشت‌ماه ۱۳۱۶ در رشت) فیلسوف، نویسنده، پژوهشگر و مترجم حوزهٔ فلسفه و فلسفهٔ تعلیم و تربیت و استاد بازنشستهٔ گروه فلسفه و علوم تربیتی دانشگاه خوارزمی است. همهٔ آثار او در زمینهٔ فلسفه‌اند و بارها تجدید چاپ شده‌اند. تمرکز اصلی او بر فلسفهٔ غرب و فلسفهٔ تعلیم و تربیت است و در زمینهٔ فلسفهٔ افلاطون، فلسفهٔ کانت و فلسفهٔ تعلیم و تربیت نیز در ایران صاحب‌نظر است. از مهم‌ترین کتاب‌های وی می‌توان «نگاهی به فلسفهٔ آموزش و پرورش»، «فلسفهٔ کانت: بیداری از خواب دگماتیسم بر زمینهٔ سیر فلسفهٔ دوران نو» و «درآمدی به فلسفه» را برشمرد.

## زندگی‌نامه

میرعبدالحسین نقیب‌زاده

میرعبدالحسین نقیب زاده جلالی در تاریخ ۲۳ اردیبهشت ۱۳۱۶ در شهر رشت دیده به جهان گشود؛ کودکی و نوجوانی خود را در زادگاه خود سپری کرد و پس از پایان تحصیلات متوسطه برای ادامه تحصیلات دانشگاهی به تهران آمد. او در سال ۱۳۳۷، به‌طور همزمان در آزمون ورودی دانشگاه تهران و نیز دانشسرای عالی پذیرفته شد، بااین‌حال برخلاف روال معمول آن روزها از شهرت و اعتبار ناشی از تحصیل در دانشگاه تهران چشم پوشید و دانشسرای عالی را برای تحصیلات دانشگاهی برگزید. دلیل این انتخابِ دور از انتظار او اما خواندنِ کتابِ «حافظ چه می‌گوید؟» اثر محمود هومن، استاد فلسفهٔ دانشسرای عالی، بود؛ کتابی که در وی شوقی ژرف برانگیخت برای دیدار با نویسندهٔ آن و آموختنِ فلسفه نزد ایشان. چرا که به تعبیرِ خود او «خاستگاه فلسفه، عشق و مقصد آن، شناسایی یا دقیق‌تر، شناساییِ ذاتِ چیزها یعنی رسیدن به روشناییِ «بودن» است». همین دیدار و همین فلسفه‌آموزی نزدِ محمود هومن، سرآغاز زندگی فلسفی نقیب‌زاده گشت؛ به‌گونه‌ای که با گذشت سال‌های دراز، نقیب‌زاده که خود اینک یکی از بزرگ‌ترینِ فیلسوف‌های ایران و از پیشکسوتان فلسفه در ایران است، همواره از محمود هومن به عنوان استاد خویش به نیکی یاد می‌کند و «او را تنها استادِ خود می‌شمارد و راهی را که در فلسفه پیمود، به جز آموزش او، خودآموزی می‌داند و اندیشیدن». البته رابطهٔ این شاگرد و استاد هرگز رابطه‌ای یک‌سویه نبود؛ پس از آن‌که نقیب‌زاده در خردادماه ۱۳۴۰ تحصیلات لیسانس خود را به‌عنوان دانشجوی برتر به پایان رساند، محمود هومن با توجه به توانایی بالای وی در فلسفه و منطق، او را به دستیاریِ خود برگزید و به جای خود به عنوان آموزگار درس منطق روانهٔ کلاس درس کرد. در آن زمان بر اساس قوانین آموزشی، دانشجوی برتر از دو امتیاز برخوردار می‌گشت: دریافت بورس تحصیلی در خارج از کشور و استخدام در دانشگاه به‌عنوان دبیر با نظر استاد مهم در آن رشتهٔ تحصیلی. چنین بود که او به‌عنوان دبیر به عضویت هیئت علمی دانشسرای عالی درآمد.
پس از پایان تحصیلات مقطع لیسانس، نقیب‌زاده اگرچه همچنان دل در گرویِ استادِ محبوبِ دانشسرای عالی داشت، اما با توجه به قوانین آموزشی، برای ادامهٔ تحصیل ناگزیر به دانشگاه تهران رفت، او به تحصیلات دانشگاهیِ خود در مقطع کارشناسی ارشد ادامه داد و در خردادماه سال ۱۳۴۶ مقطع کارشناسی ارشد فلسفه را به پایان رساند. در این سال‌ها سید حسین نصر یکی از معروف‌ترین و بانفوذترین چهره‌های گروه فلسفهٔ دانشگاه تهران به‌شمار می‌رفت. در همین زمان بود که توانایی‌های فلسفی نقیب‌زاده توجه سید حسین نصر را برانگیخت؛ به گونه‌ای که به او پیشنهاد داد که با دریافت بورس تحصیلی در زمینهٔ فلسفهٔ قرون وسطی، به یکی از دانشگاه‌های خارج از کشور برود. ناگفته پیداست که فلسفهٔ قرون وسطی برای دانشجویی که به افلاطون و کانت دلبستگی داشت چندان دلفریب و خشنودکننده نبود. از این رو، او با نپذیرفتن این پیشنهاد، در همان دانشگاه تهران به تحصیلات خود ادامه داد. البته این نخستین باری نبود که او پیشنهاد دریافت بورس تحصیلی خارج از کشور را رد کرده بود. چنان‌که پیش‌تر اشاره کردیم، پیش از این نیز بنا به روال معمول آن روزها، در پایان دوران لیسانس به او که دانشجوی ممتاز دانشسرای عالی بود، بورس تحصیلی ۴ سالهٔ خارج از کشور تعلق گرفته بود. اگرچه او ادامهٔ تحصیل فلسفه در دانشگاه‌های ممتاز خارج از کشور را فرصت ارزشمندی می‌دانست، با این حال، به‌خاطر بیماری مادرش، و علی‌رغم اصرار استادِ خود، محمود هومن، نیز از پذیرش بورس تحصیلی سر باز زده بود. خود او اینک بر این باور است که هر چند تحصیل فلسفه در دانشگاه‌های خارج از کشور می‌توانست برایش از نظر علمی بسیار ارزنده باشد، بااین‌حال، او با تحصیل در ایران چیزهایی را دریافته است که آن‌ها را در جایی دیگر هرگز نمی‌توانست دریابد؛ او با تحصیلِ فلسفه در دانشگاه تهران واقعیت‌های حاکم بر فضای دانشگاهی و نظام آموزشی ایران را شناخت و بیش از پیش با وضعیت نابسامان فلسفه در ایران آشنا گشت، به تعبیر خود او: «در دانشگاه تهران تازه فهمیدم که در کجا هستم و وضعیت فلسفه در ایران چگونه است». همین آگاهی نسبت به کاستی‌ها و ضعف‌های نظام آموزش فلسفه در ایران، او را بر آن داشت که برای بهبود وضعیت آموزش فلسفه در ایران بسیار بکوشد و زندگانی فلسفی خود را وقف آموزش فلسفه و مهم‌تر از آن، آموزش چگونگیِ فلسفیدن، به شاگردانش کند. به هر روی او با رد کردنِ این دو پیشنهاد، به تحصیلات خود در دانشگاه تهران ادامه داد و در سال ۱۳۵۱ با نگارش رساله‌ای با عنوان «متافیزیک برادلی»، دکترای فلسفهٔ خود را از دانشگاه تهران دریافت نمود. استادِ راهنمای او در دورهٔ دکترا ابوالحسن جلیلی بود.
پس از پایان تحصیلات دانشگاهی، نقیب‌زاده به عنوان استادیار در گروه فلسفهٔ دانشسرای عالی (که امروزه دانشگاه خوارزمی خوانده می‌شود) به تدریس فلسفه ادامه داد و پس از سال‌ها تدریس، سرانجام با درجهٔ استاد تمام از این دانشگاه بازنشسته گشت. افزون بر تدریس در دانشگاه خوارزمی، او در سایر دانشگاه‌ها نیز به عنوان استاد میهمان به تدریس پرداخته است، از جمله در دانشگاه تهران، دانشگاه تربیت مدرس، دانشگاه علامه طباطبایی، دانشگاه شاهد، دانشگاه بهشتی و دانشگاه آزاد.
با آنکه سودایِ دست‌یافتن به شناساییِ مطلق و حقیقتِ یقینی، سودایی است دست‌نیافتنی؛ اما همین شور شناسایی و رویارویی با مشکل‌هایِ ناگشودنیِ فلسفی است که شکُفتگیِ هستیِ اصیلِ انسانی را در پی می‌آورد و با آنکه راهی که بدین‌سان پیموده می‌شود، به یقین نمی‌انجامد، با این‌همه، پیمودنِ چنین راهی است که از یک‌سو، آدمی را به مقام دانستگی می‌رساند؛ و از سوی دیگر، او را از حقیقتْ‌شمردنِ پندارهایِ خویش و درافتادن به دام‌های گوناگون، بازمی‌دارد.
توجه به این نکته، از یک‌سو نارواییِ سیستم‌های جزمی را آشکار می‌کند؛ و از سوی دیگر، ناسازگاریِ نظریه‌هایی مانند پوزیتیویسم منطقی را – که این شور طبیعی به شناسایی را نادیده می‌گیرند – با طبیعت آدمی نشان می‌دهد.
با توجه به این نکته، همچنین می‌توان تفاوتِ بنیادی سیر فلسفی و پژوهش علمی و نیز تفاوت بنیادی بسیاری از مشکل‌های فلسفی را با پرسش‌های علمی بازشناخت.— میر عبدالحسین نقیب‌زاده، فلسفهٔ کانت؛ بیداری از خواب دگماتیسم. چاپ پنجم: پاییز ۱۳۸۸، نشر آگه. صفحهٔ ۱۱.